# Statistical Energy Analysis
Statistical Energy Analysis es un método estadístico para determinar el intercambio energético entre diversos sistemas vibrantes. En la actualidad este método goza de un gran auge, particularmente en los sistemas acústicos, gracias a su factibilidad para resolver problemas a altas frecuencias.

## Hipótesis de la SEA

### Subsistemas
Para la SEA un subsistema no es una individualidad física como lo sería en el sentido común, sino es un conjunto de modos normales del mismo tipo. Es decir, modos flexionales, modos longitudinales y modos acústicos son subsistemas diferentes.
La SEA hipotisa que:
- Todos los Modos Normales que componen a cada subsistema gozan de la misma energía. La equipartición de la energía entre los Modos normales fue demostrada por Maidanik para una campo difuso.
- Existe una similitud entre los factores de acoplamiento entre los modos de un mismo subsistema.